# Argentochiloides meridionalis
Argentochiloides meridionalis är en fjärilsart som beskrevs av Bassi 1999. Argentochiloides meridionalis ingår i släktet Argentochiloides och familjen Crambidae. Inga underarter finns listade i Catalogue of Life.